# Antonio Begarelli

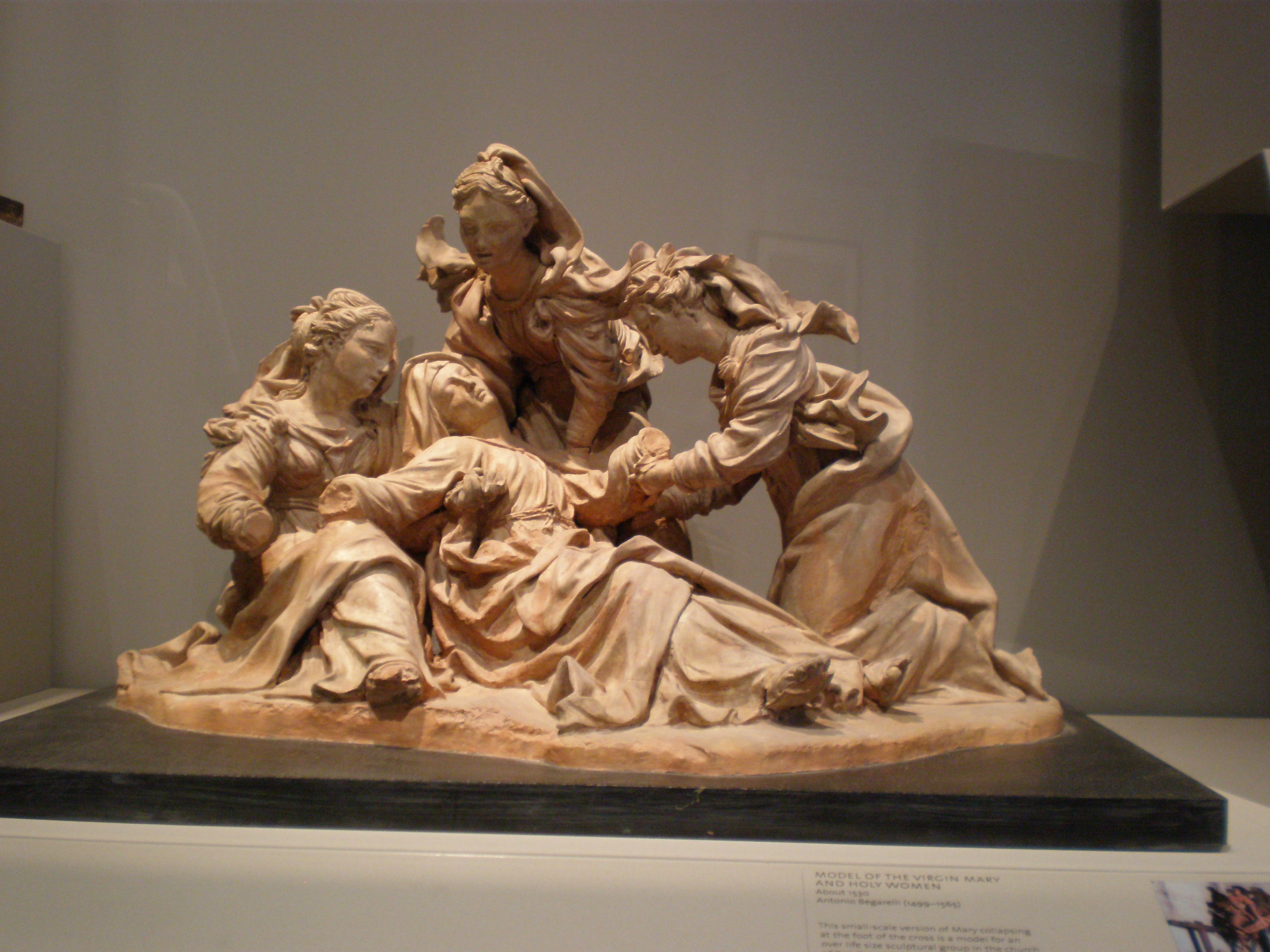
Skulpturgrupp av Antonio Begarelli

Antonio Begarelli, död 1565, var en italiensk bildhuggare.
Begarelli var verksam i Modena och Parma, och utförde företrädesvis och i vit och förgylld terrakotta grupper med religiösa ämnen såsom Korsfästelsen, Pietà och så vidare. Hans stil påminner om Rafaels.
Hans brorson, Ludovico Begarelli, bistod honom i flera arbeten.